# バスケットボールカメルーン代表
バスケットボールカメルーン代表（Cameroon national basketball team）は、カメルーンバスケットボール連盟により国際大会に派遣されるバスケットボールのナショナルチームである。

## 歴史
1972年にアフリカ選手権初出場。1974年には4位に健闘する。
だが、その後は低迷が長らく続き、アフリカ選手権も1992年に出場したが8位であった。
しかし2007年のアフリカ選手権で15年ぶりの出場を果たし決勝進出。アンゴラに敗れたものの準優勝となり、北京オリンピック世界最終予選に進出する。

## 主な国際大会成績
- アフリカ選手権
  - 準優勝：2007年
  - 4位：1974年、2009年

## 現在の代表選手
2025年FIBAアフロバスケットのロスター
- イブ・ミッシ
- ポール・エブア
- ヴァレンティン・ジュニオール・レレ
- アマドゥ・セイニ
- タメナング・チョー
- サミル・グベトコム
- ブライス・エヤガ・ビディアス
- ファビエン・アテバ
- ロジェ・ムーテ・ア・ビディアス
- ジョーダン・バイエ
- ウィリアムス・ナレース
- ジェレマイア・ヒル

## 歴代代表選手
- ルーク・バーア・ムーテ
- ルーベン・ブーンチェ・ブーンチェ
- アルフレッド・アボヤ
- D.J.ストロベリー
- パリス・リー
- ジェデオン・ピタール
- ケネス・カジ
- ハーディング・ナナ
- ガストン・エッセンゲ
- セイドゥ・ジョヤ
- ブノワ・ムバラ
- アルノー・アダラ
- ロドリグ・アンデラ
- アルノルト・コメ
- アリスティド・ムアハ
- ファビアン・アテバ
- ロジェ・ムーテ・ア・ビディアス
- ポール・エボア

## 歴代ヘッドコーチ
- アルフレッド・アボヤ (2021-)